# Wimpel für den Abschuss feindlicher Flugzeuge durch die Kriegsmarine

Darstellung des Wimpels für den Abschuss feindlicher Flugzeuge

Der Wimpel für den Abschuss feindlicher Flugzeuge durch die Kriegsmarine war eine kollektive Auszeichnung der deutschen Kriegsmarine während des Zweiten Weltkrieges, deren Stiftung auf den Januar 1940 zurückgeht. In dem dazu am 25. Januar 1940 veröffentlichten Statuten geht hervor, dass die Verleihung eines Wimpels für jeden Abschuss eines feindlichen Flugzeuges durch schwere oder leichte Flak erfolgen konnte. Dieser Wimpel, der durch die jeweiligen Stationskommandos beschafft werden musste, wurde nach feierlicher Überreichung an die jeweilige Flakbatteriemannschaft an deren Flaggenstange gesetzt. Die erste Verleihung eines solchen Wimpels erfolgte am 2. Juli 1940 an die Bedienmannschaft der Flakstellung Nübel, die der Marine-Flak-Abteilung 231 zugehörig war. Am 31. Januar 1941 wurden die Verleihungsbedingungen des Wimpels auf die Mannschaften der Hafenschutzflottille ausgedehnt, deren Flugzeugabschüsse mittels Flak bisher nicht gewürdigt werden konnten. Diese konnten ihre erhaltenen Wimpel an der Rah in ihrem Heimathafen setzen. In der weiteren Folge wurden die Verleihungen der Wimpel im Nord- bzw. Ostsee-Stationstagesbefehl veröffentlicht. Es ist anzunehmen, dass nach der Einführung des Kriegsabzeichens für die Marineartillerie am 24. Juni 1941 die Bedeutung des Wimpels nachließ.

## Beschreibung des Wimpels
Der schlicht gehaltene rote Wimpel für Abschüsse feindlicher Flugzeuge der Kriegsmarine ist 300 mm lang und 180 mm hoch. Er zeigt ein rundes weißes Feld mit der Abbildung eines Eisernen Kreuzes.